# Manningtree
Manningtree is een civil parish in het oosten van Engeland 15 km landinwaarts van de Noordzee. Het ligt aan een van de uitlopers van de Noordzee, aan dezelfde baai als Harwich.
Het is waarschijnlijk dat de naam veel bomen betekent, in het Engels many trees.
De rivier de Stour gaat bij Manningtree van een gewone rivier over in de baai tot aan Harwich, maar heet daar nog Stour. Het is bij Manningtree door het getijde nog een waddengebied. Manningtree werd ook door de watersnood van 1953 getroffen.
Station Manningtree ligt ten westen van het stadscentrum.
Zustersteden
- Frankenberg